# Coudray (Loiret)
Coudray is een plaats en voormalige gemeente in het Franse departement Loiret in de regio Centre-Val de Loire en telt 366 inwoners (1999).

## Geschiedenis
Op 1 januari 2016 fuseerden de gemeenten van het gemeentelijk samenwerkingsverband Communauté de communes du Malesherbois tot de huidige gemeente Le Malesherbois. Deze gemeente maakt deel uit van het arrondissement Pithiviers.

## Geografie
De oppervlakte van Coudray bedraagt 12,2 km², de bevolkingsdichtheid is 30,0 inwoners per km².
De onderstaande kaart toont de ligging van Coudray (Loiret) met de belangrijkste infrastructuur en aangrenzende gemeenten.

## Demografie
Onderstaande figuur toont het verloop van het inwonertal (bron: INSEE-tellingen).